# Matt Suhey
Matthew Jerome Suhey (Bellefonte, 7 luglio 1958) è un ex giocatore di football americano statunitense che ha giocato nel ruolo di fullback per tutta la carriera con i Chicago Bears della National Football League (NFL). Fu scelto nel corso del secondo giro (46º assoluto) del Draft NFL 1980 dai Bears. Al college ha giocato a football alla Pennsylvania State University.

## Carriera professionistica

### Chicago Bears
Suhey fu scelto nel corso del secondo giro del Draft 1980 dai Chicago Bears. Nella sua stagione da rookie, Matt disputò tutte le 16 partite. Nel 1985, i Bears conclusero la stagione regolare con un record di 15-1 giungendo fino al Super Bowl XX vinto contro i New England Patriots per 46-10 in cui Suhey segnò un touchdown.
Suhey era il bloccatore principale e amico di Walter Payton. Era anche uno stretto amico della famiglia Payton e l'esecutore testamentario delle proprietà dell'ex stella dei Bears dopo la sua morte. Anche se Suhey non fu mai il leader in nessuna categoria statistica, egli era uno degli idoli dei tifosi per la personalità e per le abilità nel bloccare.

## Palmarès
- Super Bowl : 1

Chicago Bears: Super Bowl XX
- National Football Conference Championship: 1

Chicago Bears: 1985

## Statistiche
| Yard su corsa      | 2.946 |
| Touchdown su corsa | 20    |